# Pultenaea elliptica
Pultenaea elliptica är en ärtväxtart som beskrevs av James Edward Smith. Pultenaea elliptica ingår i släktet Pultenaea och familjen ärtväxter. Inga underarter finns listade i Catalogue of Life.